# Przewodniczący Państwowej Komisji Wyborczej
Poniższy artykuł zawiera listę przewodniczących Państwowej Komisji Wyborczej.
| Nr | Osoba                | Fotgrafia | Od                  | Do                |
| -- | -------------------- | --------- | ------------------- | ----------------- |
| 1  | Alfons Klafkowski    |           | 1989                | 1989              |
| 2  | Andrzej Zoll         |           | 1989                | 31 grudnia 1993   |
| 3  | Wojciech Łączkowski  |           | 12 stycznia 1994    | 1997              |
| 4  | Ferdynand Rymarz     |           | 2 lutego 1998       | 23 marca 2010     |
| 5  | Stefan Jaworski      |           | 31 marca 2010       | 21 listopada 2014 |
| 6  | Wojciech Hermeliński |           | 9 grudnia 2014      | 29 marca 2019     |
| 7  | Wiesław Kozielewicz  |           | 7 października 2019 | 10 lutego 2020    |
| 8  | Sylwester Marciniak  |           | 11 lutego 2020      |                   |